# For Life
For Life é o quinto extended play do grupo masculino sino-coreano EXO. Ele foi lançado em 19 de dezembro de 2016 pela S.M. Entertainment. O álbum é composto em cinco faixas, incluindo um single de mesmo nome, nas versões coreana e chinesa.

## Antecedentes e lançamento
Em 30 de novembro de 2016, um representante da S.M. Entertainment anunciou que o EXO estava se preparando para o lançamento de seu quinto extended play e terceiro álbum especial de inverno, após Miracles in December, lançado em 2013, e Sing for You, lançado em 2015. Ele também disse que os membros já haviam terminado de gravar o clipe da faixa-título do mesmo. Duas semanas depois, em 13 de novembro, a S.M. Entertainment atualizou o website oficial do grupo com uma imagem teaser. No mesmo dia, foi revelado que o EP, intitulado For Life, conteria cinco faixas. Seu lançamento ocorreu em 19 de dezembro, e os clipes de sua faixa-título contaram com a presença da atriz japonesa Nanami Sakuraba e de apenas três membros do boy group: Chanyeol, Suho e Kai. Inspirando-se nas doações que fizeram no ano anterior com Sing for You, foi relatado que o grupo dessa vez doou todos os lucros para a caridade. Ao contrário de seus álbuns anteriores, que foram lançados em duas versões separadas, uma em língua coreana e outra em língua mandarim, For Life foi lançado com ambas versões inclusas.

## Performance comercial
Mesmo sem nenhuma promoção em programas musicais, foram vendidas mais de 300 mil cópias em sua primeira semana de vendas, assim superando Sing For You e se tornando o álbum do EXO com a segunda maior quantidade de vendas na primeira semana de vendas e o terceiro álbum com a maior quantidade de vendas na história da parada musical sul-coreana Hanteo. For Life tornou-se o terceiro álbum mais vendido do Gaon em 2016, com 438.481 cópias vendidas, tendo estreado na primeira posição do mesmo. O álbum também se classificou como o segundo álbum mais vendido do mundo na semana de 4 de janeiro, de acordo com a United World Chart.

## Lista de faixas
※ Faixas em negrito identificam os singles dos CDs.

### Primeiro CD
| N.º            | Título                                                                | Letras                       | Música                                                                                  | Arranjamento                                                 | Duração |  |
| 1.             | "For Life"                                                            | Kenzie                       | Kenzie, Matthew Tishler, Aaron Benward                                                  | Kenzie, Matthew Tishler, Aaron Benward                       | 3:58    |  |
| 2.             | "Falling for You"                                                     | Seo Ji-eum                   | DOM, Richard Garcia, Andreas Stone Johansson, Allison Kaplan                            | DOM, Richard Garcia, Andreas Stone Johansson, Allison Kaplan | 3:24    |  |
| 3.             | "What I Want for Christmas" (cantada por: Suho, Baekhyun, Chen, D.O.) | JQ, Seolim (Makeumine Works) | BUM, Chek Parren, J.Lewis, Sidnie Tipton                                                | BUM, Chek Parren                                             | 3:22    |  |
| 4.             | "Twenty Four" (cantada por: Xiumin, Chanyeol, Kai, Sehun)             | Lee Yoo-jin                  | Joseph "Joe Millionaire" Foster, Tay Jasper, Leven Kali, Otha "Vakseen" Davis III, MZMC | Joseph "Joe Millionaire" Foster                              | 3:40    |  |
| 5.             | "Winter Heat"                                                         | Kim Min-ji                   | Andreas Öberg, Maria Marcus, Andrew Choi                                                |                                                              | 3:35    |  |
| Duração total: | Duração total:                                                        | Duração total:               | Duração total:                                                                          | Duração total:                                               | 17:59   |  |

### Segundo CD
| N.º            | Título                                                                          | Letras                                      | Música                                                                                  | Arranjamento                                                 | Duração |  |
| 1.             | "For Life (一生一事)"                                                           | Kenzie, Xiaohan                             | Kenzie, Matthew Tishler, Aaron Benward                                                  | Kenzie, Matthew Tishler, Aaron Benward                       | 3:58    |  |
| 2.             | "Falling for You (亿万分之一的奇迹)"                                            | Seo Ji-eum, Yang Yao-cheng                  | DOM, Richard Garcia, Andreas Stone Johansson, Allison Kaplan                            | DOM, Richard Garcia, Andreas Stone Johansson, Allison Kaplan | 3:24    |  |
| 3.             | "What I Want for Christmas (再续冬季)" (cantada por: Lay, Baekhyun, Chen, D.O.) | JQ, Seolim (Makeumine Works), Wang Jing-yun | BUM, Chek Parren, J.Lewis, Sidnie Tipton                                                | BUM, Chek Parren                                             | 3:22    |  |
| 4.             | "Twenty Four (二十四小时)" (cantada por: Xiumin, Chanyeol, Kai, Sehun)          | Lee Yoo-jin, Sun Yien                       | Joseph "Joe Millionaire" Foster, Tay Jasper, Leven Kali, Otha "Vakseen" Davis III, MZMC | Joseph "Joe Millionaire" Foster                              | 3:40    |  |
| 5.             | "Winter Heat (暖冬)"                                                            | Kim Min-ji, Xiaohan                         | Andreas Öberg, Maria Marcus, Andrew Choi                                                |                                                              | 3:35    |  |
| Duração total: | Duração total:                                                                  | Duração total:                              | Duração total:                                                                          | Duração total:                                               | 17:59   |  |

## Desempenho nas paradas
| Parada (2016)                  | Melhor posição |
| ------------------------------ | -------------- |
| Álbuns sul-coreanos (Gaon)     | 1              |
| Álbuns japoneses (Oricon)      | 7              |
| US Álbuns mundiais (Billboard) | 9              |

| Parada (2016)              | Melhor posição |
| -------------------------- | -------------- |
| Álbuns sul-coreanos (Gaon) | 1              |

| Parada (2016)                      | Melhor posição |
| ---------------------------------- | -------------- |
| Álbuns sul-coreanos (Gaon)         | 3              |
| Álbuns chineses (YinYueTai Vchart) | 5              |

## Vendas
| Região               | Vendas   |
| -------------------- | -------- |
| Coreia do Sul (Gaon) | 442,592+ |
| Japão (Oricon)       | 22,826+  |

## Prêmios e indicações

### Prêmios de programas musicais
| Canção     | Programa         | Data                   |
| ---------- | ---------------- | ---------------------- |
| "For Life" | Music Bank (KBS) | 30 de dezembro de 2016 |

## Histórico de lançamento
| Região        | Data                   | Formato             | Gravadora                   |
| ------------- | ---------------------- | ------------------- | --------------------------- |
| Coreia do Sul | 19 de dezembro de 2016 | CD Download Digital | S.M. Entertainment KT Music |
| Mundialmente  | 19 de dezembro de 2016 | Download Digital    | S.M. Entertainment          |